# ميولتيوسوس فونتس دو سار
ميولتيوسوس فونتس دو سار(بالإسبانية: Multiusos Fontes do Sar)‏ صالة رياضية مغلقة في مدينة سانتياغو دي كومبوستيلا في إسبانيا، تستخدم لرياضة كرة السلة وكذلك لعبتة كرة القدم داخل الصالات ، وهي معقل نادي أوبرادويرو لكرة السلة الذي يلعب في بطولة الدوري الإسباني لكرة السلة، أُفتتحت الصالة سنة 1998 ، وتتسع الصالة إلى 5,824 متفرج.